# Jaroslav Foltýn (ekonom)
Doc. Ing. Jaroslav Rudolf Foltýn, DrSc., (23. srpna 1936 Náchod – 15. června 2015 Praha) byl český ekonom, specialista v oboru světová ekonomika a mezinárodní ekonomické vztahy se zaměřením na rozvojové země.

## Život a kariéra
V letech 1951–1955 navštěvoval Vyšší hospodářskou školu (Obchodní akademii) v Náchodě a poté pokračoval ve studiu na Vysoké škole ekonomické v Praze (Ing. 1960). Tam také v letech 1963–67 absolvoval externí vědeckou aspiranturu (CSc. 1967). V letech 1969–70 byl vyslán na studijní a pracovní pobyt na Massachusettském institutu technologie (MIT) a Harvardově univerzitě zakončený diplomem. Další studijní pobyt absolvoval 1979–80 na Institutu světové ekonomiky a mezinárodních vztahů (IMEMO) Akademie věd SSSR v Moskvě (DrSc. 1986). Roku 1991 byl na základě habilitačního řízení a obhajoby habilitačního spisu před vědeckou radou Fakulty obchodní VŠE v Praze jmenován docentem.
K zájmu o problematiku východních zemí jej přivedla příprava diplomové práce o pokusech plánování v Indii (1960). Po krátkém zaměstnání v podniku ZVÚ Škoda, kde se mj. zabýval i marketingem cukrovarnických zařízení a jejich dodávek do Indie, a po absolvování vojenské služby, se vrátil v roce 1962 na VŠE, kde působil jako odborný asistent na katedře ekonomiky rozvojových zemí Obchodní fakulty. Na podzim 1964 odjel na stáž na Indian Statistical Institute v Kalkatě, kde výzkumně a pedagogicky působil, ale pobyt 1965 předčasně ukončil pro vážné infekční onemocnění. Roku 1966 přešel na Pracoviště světové ekonomiky při Výzkumném ústavu národohospodářského plánování, z něhož 1969 vznikl Ústav světové ekonomiky ČSAV. Po jeho zrušení 1971 přešel na Ekonomický ústav ČSAV, kde působil až do roku 1991 jako vědecký pracovník. Pokračoval v pedagogické spolupráci s VŠE, byl členem redakční rady časopisu Archív orientální, hlavního výboru Československé společnosti orientalistické při ČSAV a jejího předsednictva. Absolvoval řadu stáží a pracovně studijních pobytů krátkodobějšího charakteru (z RZ Egypt, Libye, Indie). Roku 1991 přešel na katedru světové ekonomiky VŠE, pracoval jako poradce v Investiční bance a od 1993 působil v Centru vnějších ekonomických vztahů při Ministerstvu průmyslu a obchodu ČR, které bylo nedávno reorganizováno do České agentury pro podporu obchodu MPO ČR, kde pracoval v odboru zahraničně-obchodních analýz a evropských politik.
Zabýval se širokým spektrem problémů ekonomického rozvoje Rozvojových zemí, z nichž největší pozornost věnoval procesu jejich ekonomické diferenciace, regionálními aspekty rozvoje a měnícím se postavením v mezinárodní dělbě práce v nových globálních podmínkách vzhledem k vědeckotechnickému pokroku. Je autorem mnoha odborných publikací a článků.

## Publikace
- Seznam děl v Souborném katalogu ČR, jejichž autorem nebo tématem je Jaroslav Foltýn (ekonom)
- Srí Lanka (1978)
- Komplexní rozbor postavení rozvojových zemí v současné světové ekonomice a mezinárodních ekonomických vztazích (1979)
- Rozvojové země v nemarxistických prognozách (1988)
- Zrcadlo rozvojových zemí (1989)
- Rozvojová ekonomika (1993)
- Globální problémy a světová ekonomika (2003)
- Globální problémy světa (2010)